# ニッセン (小惑星)
ニッセン (2124 Nissen) は、小惑星帯の小惑星のひとつ。
1974年6月、アルゼンチンのエル・レオンシット国立公園にあるフェリックス・アギラール天文台で発見された。

## 名称
フェリックス・アギラール天文台の初代台長、ファン・ホセ・ニッセン（Juan Jose Nissen, 1901年 - 1978年）をしのんで名付けられた。ニッセンはコルドバ天文台台長やラプラタ天文台の部長を歴任した人物である。
命名は1979年11月の小惑星回報（MPC 5013）で公表された。同時に、同天文台で発見された小惑星に対して、物故した天文学者をしのんだ (2075) マルティネス も命名されている。

## 註
1. 1 2  MPC 5013（1979年11月1日）